# Cuba (Portugal)
Cuba is een plaats en gemeente in het Portugese district Beja.
De gemeente heeft een totale oppervlakte van 173 km² en telde 4994 inwoners in 2001.

## Geboren in Cuba
- Diogo Dias Melgás (1638 - 1700), componist

Aljustrel · Almodôvar · Alvito · Barrancos · Beja · Castro Verde · Cuba · Ferreira do Alentejo · Mértola · Moura · Odemira · Ourique · Serpa · Vidigueira